# Karl Brandau

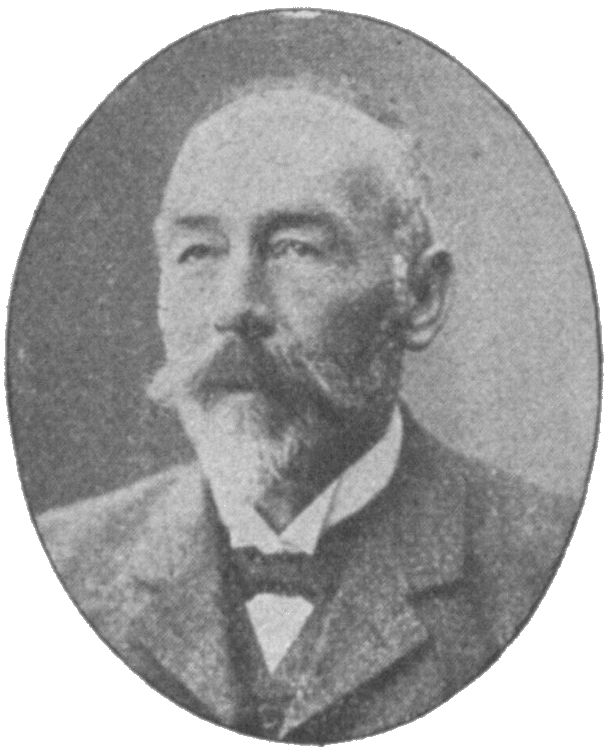
Karl Brandau (Österreichs Illustrierte Zeitung, 1905)

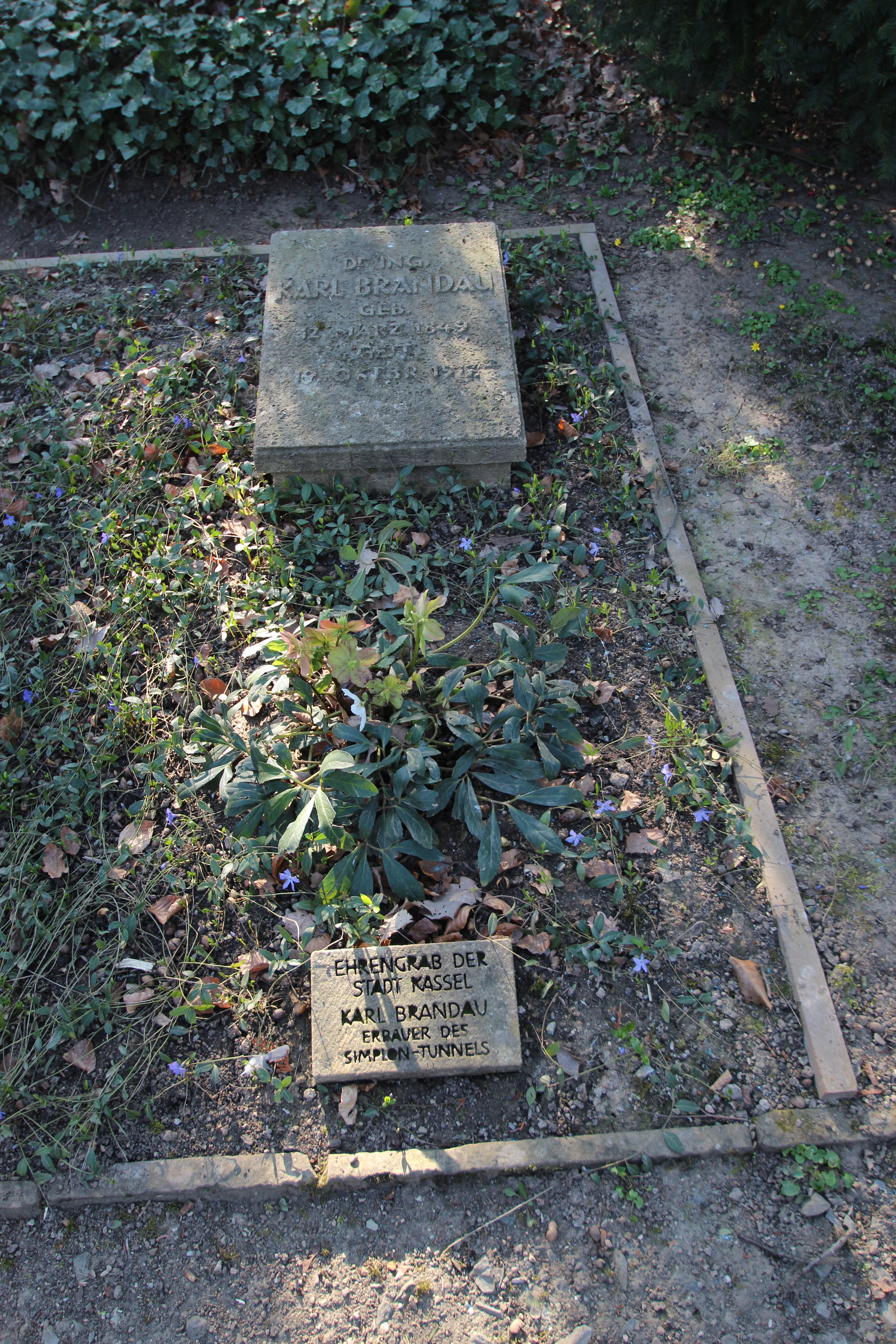
Grab von Karl Brandau auf dem Kasseler Hauptfriedhof

Karl Brandau (* 12. März 1849 in Kassel; † 20. Oktober 1917 ebenda; vollständiger Name: Karl Wilhelm Brandau) war ein deutscher Eisenbahn-Bauingenieur.

## Leben
Brandau besuchte zunächst die Höhere Gewerbeschule Kassel, dann studierte er von 1866 bis 1869 am Polytechnikum Zürich und spezialisierte sich auf das Eisenbahnwesen. Nach verschiedenen beruflichen Stationen gründete er mit Alfred Brandt, den er beim Studium in Zürich kennengelernt hatte, 1879 das Ingenieurbüro Brandt & Brandau in Hamburg-Uhlenhorst.
Auf Brandau ist der Bau einer Reihe von Eisenbahntunnels in Europa zurückzuführen. Am bekanntesten ist darunter der Simplontunnel, für dessen Bau das Ingenieurbüro Brandt & Brandau im Konsortium mit der Zürcher Bauunternehmung Locher 1893 den Zuschlag erhielt. Die Errichtung des 20 km langen Tunnels dauerte acht Jahre und erforderte den Einsatz von 3000 Arbeitern. Die Schweizerische Bauzeitung (1917) beschreibt Brandau in einem Nachruf als „hochbegabten und ungemein vielseitig gebildeten Ingenieur. Ihm war die schöne Literatur ebenso geläufig wie die Geologie, in der er ein Meister war.(..) Seine großen Reisen und langer Aufenthalt in verschiedenen Ländern (Deutschland, Österreich, Schweiz, Italien, Spanien, Russland) boten ihm mit seiner unbegrenzten Aufnahmefähigkeit Gelegenheit, nach allen Richtungen zu schauen und sein Wissen dauernd zu bereichern. Ein seltenes Gedächtnis, verbunden mit glänzender Erzählerbegabung, gestalteten den geistigen Verkehr mit ihm zu einem außergewöhnlichen Genuss.“ Brandau war Dr.phil und Dr.-Ing.h.c. Seine Heimatstadt erhob seine Grabstätte auf dem Kasseler Hauptfriedhof zum Ehrengrab.

## Schriften
- Das Problem des Baues langer, tiefliegender Alpentunnels und die Erfahrungen beim Bau des Simplontunnels. Schweizerische Bauzeitung, 53. und 54. Halbband 1909.